# Glen Saville
Glen Saville (Bendigo, 17 gennaio 1976) è un ex cestista australiano.

## Carriera
Con l'Australia ha disputato due edizioni dei Giochi olimpici (Atene 2004, Pechino 2008) e tre dei Campionati oceaniani (2003, 2005, 2007).